# Ordbildning
Ordbildning, eller derivation, är läran om hur självständiga ord, s.k. lexem, är morfologiskt relaterade till varandra. Om man jämför orden älska, älskare och älskarinna ser man att de har en gemensam del och att komplexiteten ökar genom att i varje derivationssteg ett affix läggs till utgångsordets stam. Man säger att det morfologiskt mer komplexa ordet är bildat av det mindre komplexa. Detta behöver inte förstås som en utsaga om en historisk händelse; ordbildning hör lika mycket hemma inom synkronisk som diakronisk språkbeskrivning.
Tillägg av affix kallas avledning. Ett annat sätt att gå från ett mindre till ett mer komplext ord är sammansättning, vilken innebär att två (sällan flera) rotmorfem (dvs ord) förenas och bildar stammen i det nya ordet, till exempel järnväg, jättestor.
Olika beledsagande morfologiska processer kan inträda, till exempel förkortning av utgångsordet (älskar[e]inna) eller tillägg av ett bindeelement, s.k. interfix, mellan sammansatta led (järnvägsräls).
Även oböjliga ord (som alltså saknar stam) kan vara utgångsord resp. slutprodukt vid ordbildning. En ordklass, adverben, innehåller särskilt många sekundära ord, bildade genom avledning, till exempel dagligen.
Semantiskt förbundna homonymer kan vara relaterade ordbildningsmässigt, till exempel väta (subst./verb). Leden i detta ordpar kan kallas koderivater, eftersom båda kan föras tillbaka på våt. Mer komplicerat är det med paret salt (subst./adj.), där vi nog vill betrakta substantivet som primärt. Vissa vill då i det sekundära ordets struktur se ett nollsuffix, men detta är kontroversiellt (jfr även verbalnomen av typen döpa - dop).
Man bör skilja på ordbildning och böjning. Den förra verkar på lexemnivå, den senare på ordformsnivå. Ordbildning kan innefatta såväl ord tillhörande olika ordklasser (älska - älskare) som ord tillhörande samma ordklass (älskare - älskarinna), medan böjning alltid sker inom en ordklass. Gränsdragningen mellan ordbildning och böjning kan dock påverkas av hur ordklasser definieras. Om man betraktar participen som en självständig ordklass (vilket var vanligt under antiken) blir det naturligt att se dessa såsom avledda av verb genom speciella participsuffix.
Liksom ordformer förs samman till paradigm har man föreslagit att alla genom ordbildning sammanhörande ord skall sammanföras till s.k. ordbildningsnästen. Detta fungerar dock någorlunda väl bara när det gäller avledning. För språk där avledning är den dominerande mekanismen, till exempel ryskan, har speciella ordbildningslexika skapats. Ännu mer löst sammanhållna ordgrupper är också tänkbara, nämligen s.k. semantiska fält; ett sådant skall innehålla alla ord med någon gemensam, dominerande semantisk komponent.